# Chytrý Honza
ChytryHonza.cz je česká finančně-poradenská akciová společnost, která provozuje e-shop a srovnávač finančních produktů. Majitelem ChytryHonza.cz je investiční skupina DRFG. V letech 2015 až 2017 společnost udílela Cenu pokroku Chytrého Honzy za nejlepší inovace bank a pojišťoven.

## Historie
V roce 2008 Jiří Paták a Jakub Havrlant spustili portál www.honzovahypoteka.cz – online tržiště hypoték.[ujasnit] O rok později byl spuštěn srovnávač Chytrý Honza. Projekt získal investici od internetové skupiny MITON, tvůrce webových portálů heureka.cz a Slevomat.cz. V roce 2010 společnost začala srovnávat cestovní pojištění. V roce 2011 portál změnil název na www.chytryhonza.cz. Zároveň do portfolia srovnávače přibylo dalších 14 produktů, včetně běžných účtů nebo pojištění majetku.
Společnost se v roce 2013 přestěhovala do komplexu kancelářských budov Prague Gate a začala spolupracovat s poradenskou sítí Bonnet. Pro zpracování online poptávek poradci byla spuštěna aplikace Honzův klient. Dále společnost získala investici od Rockaway Capital. V roce 2014 Chytrý Honza koupil společnost Bonnet. Rok nato se sídlo společnosti přesunulo na Kavčí hory, konkrétně do sídla hlavního akcionáře, společnosti Rockaway Capital.
V roce 2016 se za účelem expanze na zahraniční trhy dalším investorem Chytrého Honzy se stala holandská finanční skupina Aegon.
 Výkonným ředitelem ChytryHonza.cz se koncem roku 2017 stal Nicolas Eich. Jeden ze zakladatelů společnosti Chytrý Honza Jiří Paták v roce 2018 odkoupil 80% podíl ve společnosti od nizozemské finanční skupiny Aegon a investiční skupiny Rockaway. Celou transakci financovala skupina DRFG.
Rok nato skupina DRFG vykoupila od Jiřího Patáka jeho podíl a stala se stoprocentním majitelem společnosti. Novým výkonným ředitelem se stal David Kantor. Společnost se začátkem roku 2020 přestěhovala do nových prostor na adrese Jungmannova 24. Novým výkonným ředitelem firmy (a členem představenstva) se k březnu 2020 stal Vladislav Skoupý, kterého ježtě toho roku ve funkci CEO nahradil Jiří Havrlant.